# コンスタンチン・ポベドノスツェフ

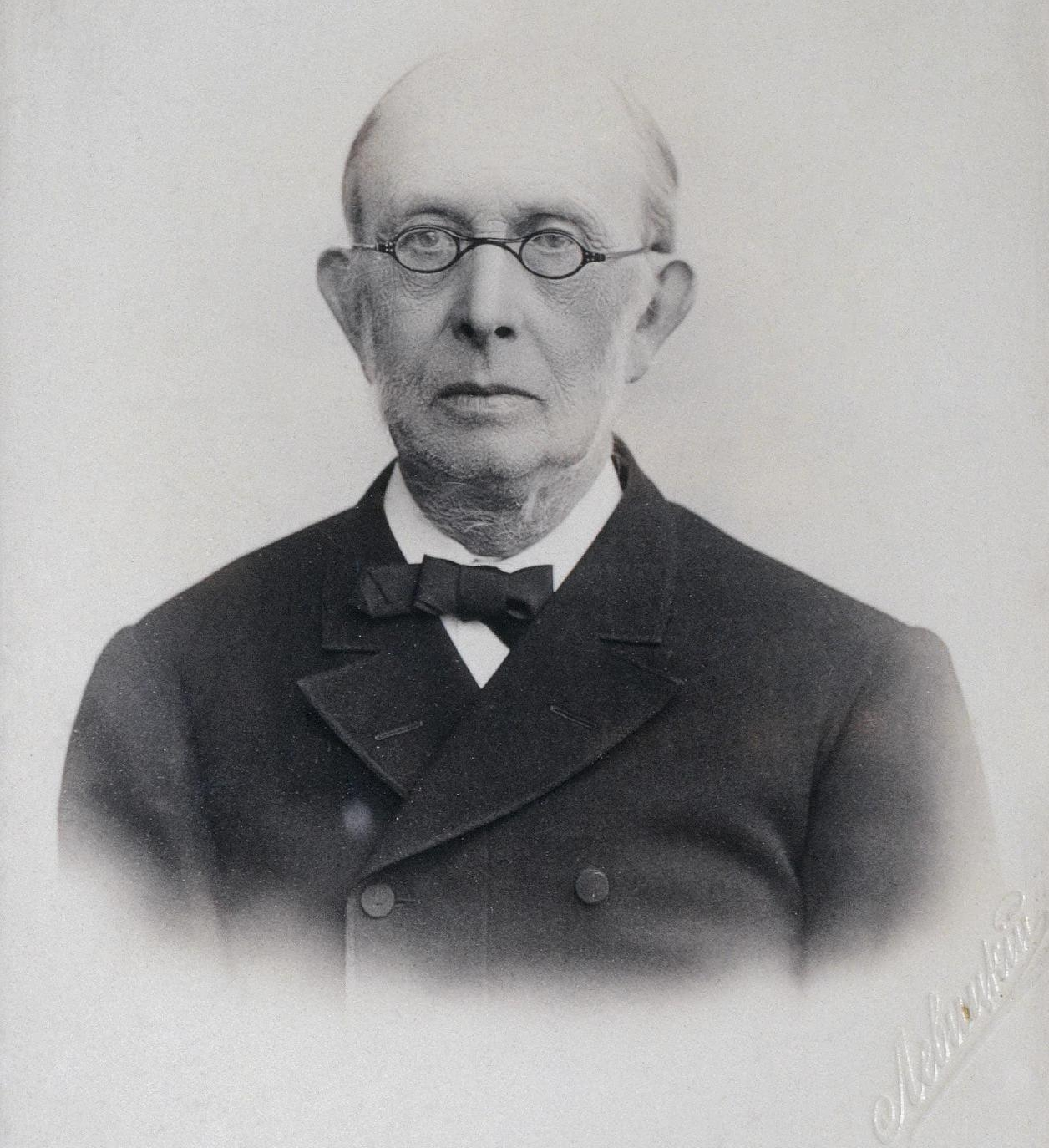
コンスタンチン・ポベドノスツェフ

コンスタンチン・ペトローヴィッチ・ポベドノスツェフ（ロシア語: Константи́н Петро́вич Победоно́сцев, ラテン文字転写：Konstantin Petrovich Pobedonostsev, 1827年5月21日 - 1907年3月23日）は、ロシアの法学者、政治家、思想家。一般にロシアにおける保守主義思想家の代表格と見なされる。皇帝アレクサンドル3世、ニコライ2世の傅育に当たり、ロシア正教聖務会院（シノド）長官として、いわば「灰色の枢機卿」として帝政に影響力を与えた。
ロシア正教会を保護する一方で、改革を求める声の高まりに対しては保守的な姿勢を示した。そのため、ロシア正教会から主教・司祭・一般信徒など、広範な範囲から必要性が認識されていた教会の組織面・精神面の改革は大幅に遅れたので、ポベドノスツェフに対する教会側からの評価は高くない。

## 生涯

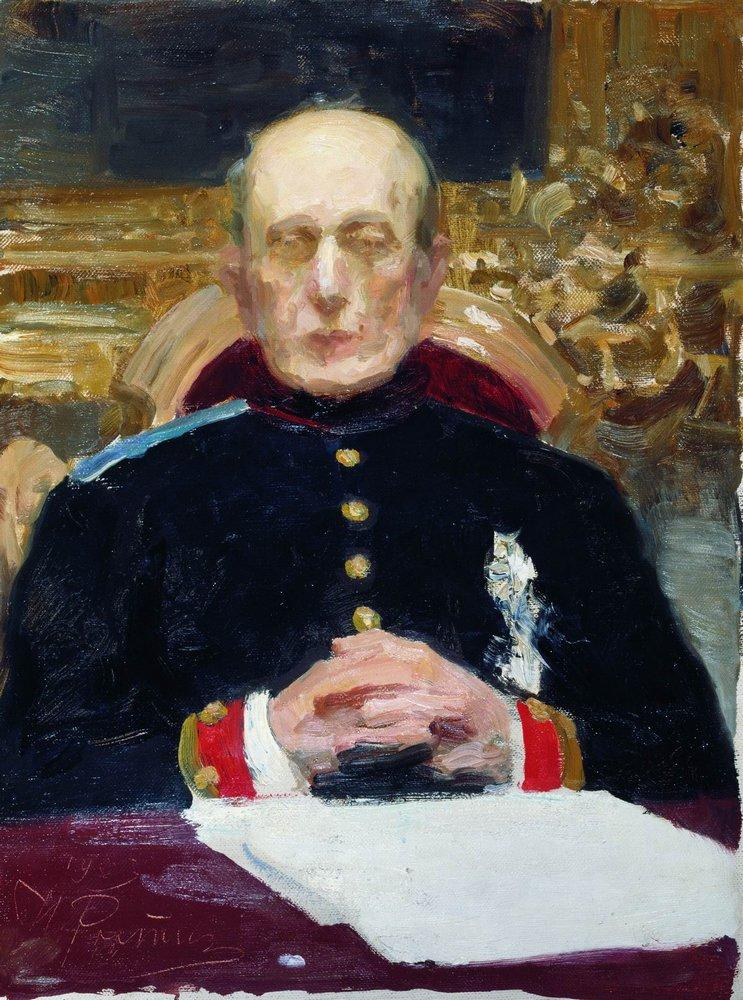
コンスタンチン・ポベドノスツェフの油彩画（1903年、イリヤ・レーピン作）。彼はやつれた姿と、青白く死人のような顔つきで知られていた。

1827年5月21日、モスクワに生まれる。父ピョートルは、モスクワ大学教授。1846年サンクトペテルブルクの法律学校を卒業する。その後官吏となり、モスクワの元老院事務局に勤務する。
1860年にモスクワ大学の法学教授となり、1865年まで教鞭を執った。1861年からアレクサンドル2世の「大改革」に於ける司法改革委員会に参加し、当時はリベラルな立場からこれに関与した。
同時に、1861年末から皇帝アレクサンドル2世の皇太子ニコライに法学を教えた。1863年には彼の国内査察旅行に同行し、イワン・バブストと共に詳細な記録を書いた。1865年の皇太子の急死は、彼と個人的にも親しかったポベドノスツェフに衝撃を与え、保守主義に傾く原因の一つとなった。ニコライの死後、新たに皇太子となったアレクサンドル（後のアレクサンドル3世）にも法学を教えた。
1868年元老院議員に選出された。1872年ロシア帝国国家評議会議員。1880年から1905年までロシア正教会聖務会院院長。
ポベドノスツェフは、常に妥協を嫌う保守主義者をもって自認し、市民革命や西欧文明批判などの保守的見解を披瀝した。1881年には、アレクサンドル3世の専制政治強化に関する布告を起草し、アレクサンドル2世の下、自由主義的改革案を提出しようとしていたロリス＝メリコフ内相は辞任を余儀なくされた。
また、聖務会院長として古儀式派（「ラスコーリニキ」及びその訳語である「分離派教徒」は国家教会側からの蔑称）などの異端弾圧に乗り出し、そのため、自由主義者からは、反啓蒙主義者、社会的進歩の敵として非難された。ロシア正教会内から広範に起こっていた改革への動きにも否定的姿勢を示した。
1894年アレクサンドル3世崩御後、ニコライ2世が即位する。ニコライ2世の傅育官であったポベドノスツェフは、新皇帝に対しても皇帝の専制権力の護持など、思想面で影響力を維持した。
だが、1890年代の終わり頃から、ニコライ2世が、父帝アレクサンドル3世のフィンランドにおけるロシア化政策とその強化に固執したことや、系統的な宗教迫害を忌避したこと、聖務会院によって支配されていたロシア正教会の部分的な解放を指向したことなどから両者の間に懸隔が生まれ、次第に政治的影響力を失った。1901年3月8日には執務室で銃撃されたが弾は外れたため無事だった。
そして、1905年日露戦争の敗北を契機として、第一次ロシア革命が起き十月詔書が出された後、ポベドノスツェフは公職から退いた。1907年3月23日サンクトペテルブルクで死去。80歳に二ヶ月足りなかった。
アンドレイ・ベールイの小説『ペテルブルグ』（1912年）の登場人物、老元老院議員アブレウコフ（Ableukhov）は、ポベドノスツェフをモデルとしている。

## 思想・教義

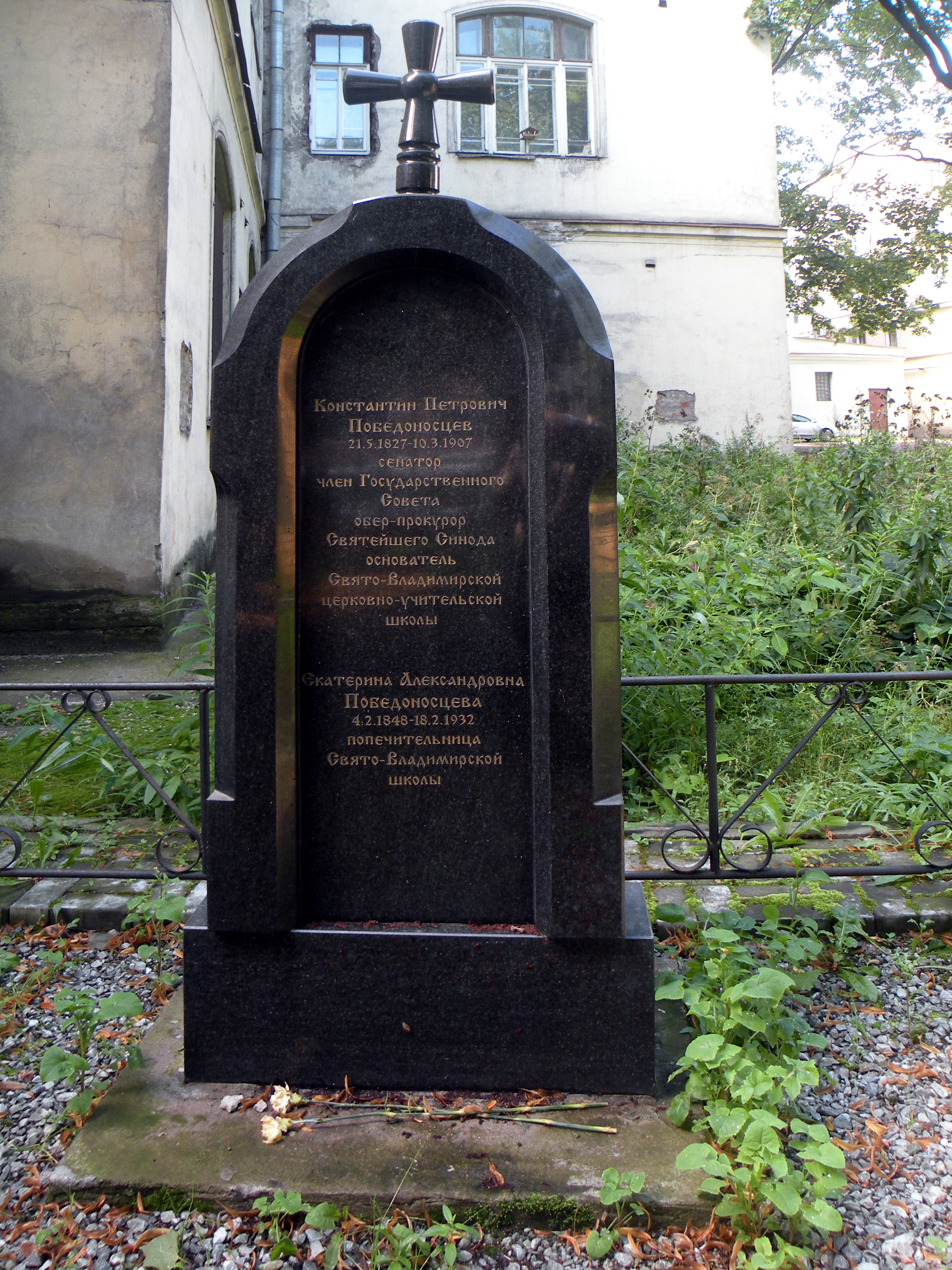
コンスタンチン・ポベドノスツェフの墓

ポベドノスツェフは、人間の原初たる自然は罪を持つという見解を抱いていた。従って、彼は、自由や前近代から独立した人間性の解放などの西欧の思潮を「ニヒリズムに取りつかれた若者の危険な妄想」として拒絶した。彼自身の著作のなかでは、しばしば「ひとりの個人の思想及び言語は、彼自身ではなく、人類全般の所有にある」と、他の作家から適切な出典の無いままの引用が見出される。
アレクサンドル3世の初期の治世において、ポベドノスツェフはスラブ派として思想を形成し、更に西欧諸国の制度は根本的にはロシアにとっては悪であり、ロシアの独自性、すなわち、ロシアの国土の広さや民族構成の複雑性、民度の遅れから適用できないとして、ロシア国家と正教会の一体化を主張する反動主義へと転換した。一方で同時期にゲルツェンの『ロシアの声』に寄稿をしている。
ポベドノスツェフは、民主主義を「下品な民衆の手に負えない独裁政治」であると見なし批判した。議会による行政・司法の統制（すなわち議会制民主主義や陪審制）、言論の自由、宗教教育に対峙する意味での普通教育は嫌悪の対象であった。
西欧合理主義が産んだこうした危険物に対して、彼は、数世紀に渡る歴史の中で大衆の信仰心により形成される均衡の重視を見出した。ポベドノスツェフの視点によれば、人間社会の自然的発展は植物の成長に例えられ、人間は社会的発展の全法則を見出すことは不可能であり、社会を改変しようとするどんな試みも暴力や犯罪と同一視される。
実際の政治面においては、ポベドノスツェフは皇帝アレクサンドル3世のフィンランドなどの帝国内の被支配民族に対するロシア化政策に当たって、政策立案と実施面における影響を及ぼした。また、昂揚するロシア・ナショナリズムは、正教会以外の宗教弾圧、就中ロシア国内のユダヤ人に対するポグロムとして現れた。
ポベドノスツェフは反ユダヤ主義を徹底し、系統的な反ユダヤ人政策を明確化した。ポベドノスツェフによればロシア国内のユダヤ人は、総人口の3分の1を移住させ、3分の1を餓死させ、残り3分の1をキリスト教徒に再洗礼させるというものであった。結局、1881年から1920年までの時期に、ロシアのユダヤ人は大規模な国外移住を開始し、約200万人がアメリカに移住したとされる。
ニコライ・ベルジャーエフは、ニヒリズムに基づく人間不信と強権主義という点においてポベドノスツェフはウラジーミル・レーニンと相通じる、と指摘した。